# کوناک‌کوران (فکه)
کوناک‌کوران (به ترکی استانبولی: Konakkuran) یک منطقهٔ مسکونی در ترکیه است که در فکه، ترکیه واقع شده‌است.